# Jaroslav Pelikan

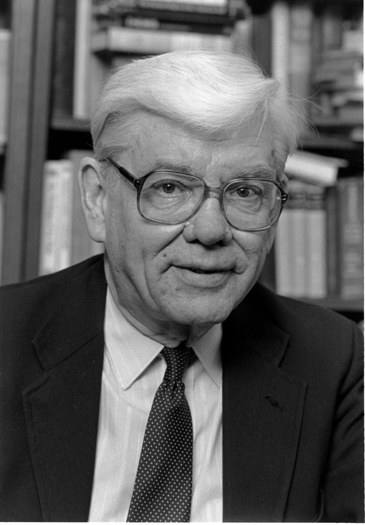
Jaroslav Pelikan

Jaroslav Jan Pelikan, född 17 december 1923 i Akron, Ohio, död 13 maj 2006, var en amerikansk kristendomshistoriker, professor i historia vid Yale University och framstående intellektuell med flera betydelsefulla akademiska uppdrag.

## Biografi
Jaroslav Pelikan föddes i Ohio som son till en serbisk mor och slovakisk far, och barnbarn till en biskop i den slovakiska lutherska kyrkan. När han var 2 och ett halft år gammal började han skriva skrivmaskin, och lärde sig tidigt tala slovakiska, tjeckiska, tyska och engelska. Under åren i college lärde han sig dessutom grekiska, latin, serbiska, ryska och hebreiska. 1946 blev han både teol.kand. vid Concordia Theological Seminary i Saint Louis, och doktor vid universitetet i Chicago. 
Efter att ha undervisat vid olika lärosäten, tillträdde han 1972 Sterlingprofessuren i historia vid Yale University, vilket är den högsta utmärkelse en historiker kan få i USA. Till hans akademiska uppdrag hörde att han var ordförande över American Academy of Arts and Sciences och American Academy of Political and Social Science och grundade Library of Congress forskningsråd över vilkan han också var ordförande.
De utmärkelser som erkändes Pelikan är oräkneliga. 2004 tilldelades han och Paul Ricoeur Kluge Prize, han blev 1998 hedersdoktor i juridik vid Harvard University, och gav Gifford lectures 1992.
Han gifte sig 1946 med Sylvia Pauline Burica, med vilken han fick tre barn. Paret konverterade till ortodoxa kyrkan 1998.

## Akademisk gärning
Pelikans författarskap handlar om kultur-, idé- och religionshistoria, genom vilket han dels bidragit till ett återuppväckt intresse för den östortodoxa kristendomens historia, främst i Bysantinska riket, dels anlagt konsthistoriska aspekter på kyrkohistorien. Hans mäktigaste arbete, The Christian Tradition: A History of the Development of Doctrine, utkom i fem band 1971-1989, och ger en kollektivistisk nytolkning av traditionen i strid emot den gängse tolkningen som bygger på enskilda teologers betydelse. Andra arbeten inom kristendomens historia är till exempel Jesus Through the Centuries (1985) som handlar om Jesusbegreppet genom århundradena, och The Bible and the Constitution (2004) om förhållandet mellan Bibeln och konstitutionell rätt. Hans verk präglas av att konst, musik och skönlitteratur har en framträdande plats i de historiska förklaringarna.